# Aptychotrema timorensis
The spotted shovelnose ray (Aptychotrema timorensis) là một loài cá thuộc họ Rhinobatidae. Nó là loài đặc hữu của Úc. Môi trường sống tự nhiên của chúng là open seas.